# Ceratoxanthis adriatica
Ceratoxanthis adriatica is een vlinder uit de familie bladrollers (Tortricidae). De wetenschappelijke naam is voor het eerst geldig gepubliceerd in 2003 door Elsner & Jaros.
De soort komt voor in Europa.